# WTA German Open 1978
Il WTA German Open 1978 è stato un torneo di tennis giocato sulla terra rossa. È stata la 67ª edizione del German Open, che fa del WTA Tour 1978. Si è giocato ad Amburgo in Germania dal 15 al 21 maggio 1978.

## Campionesse

### Singolare
Mima Jaušovec ha battuto in finale  Virginia Ruzici con il punteggio di 6–2, 6–3.

### Doppio
Mima Jaušovec /  Virginia Ruzici hanno battuto in finale  Katja Ebbinghaus /  Helga Masthoff con il punteggio di 6–4, 5–7, 6–0.